# バットマン リターンズ
『バットマン リターンズ』（BATMAN RETURNS）は、1992年のアメリカ合衆国のスーパーヒーロー映画。1989年の映画『バットマン』の続編。
ティム・バートン監督ならではの世界観が前作以上に表れており、悪役の描写に比重が置かれ、バットマンが狂言回しとなっている。
第65回アカデミー賞メイクアップ賞、視覚効果賞ノミネート。
ティム・バートンは本作の続編も監督する予定だったが降板し、1995年公開の映画『バットマン フォーエヴァー』ではキャスト・スタッフが一新された。
2021年、本作の続編となるコミック『BATMAN '89』が刊行された。このコミックには、本作とその幻の続編にロビン役で出演予定があったマーロン・ウェイアンズをモデルとしたロビン（ドレイク・ウィンストン）や、第一作『バットマン』にハービー・デント役で出演したビリー・ディー・ウィリアムズをモデルとしたトゥーフェイス（ハービー・デント）が登場している。
本作でブルース・ウェイン/バットマン役を務めたマイケル・キートンは、本作への出演から30年を経て、実写映画『ザ・フラッシュ』や実写映画『バットガール』で同役を再演する。

## あらすじ
物語の始まりは30年前のゴッサム・シティ。クリスマスの晩にオズワルド・コブルポット/ペンギンが名家コブルポット家で産まれた。オズワルドは生まれつき奇形児且つ乱暴な性格故に両親に乳母車ごと川へ流されてしまい、流れ着いた先は廃墟となった動物園だった。
現代、ジョーカー亡き後の平和となったゴッサム・シティは再び混沌渦巻く都市へと戻ろうとしていた。
大人へと成長していたオズワルドは、奇形を理由にサーカス団で見世物とされた後に、チンピラやサーカス団員を束ね、地下道を拠点とする犯罪組織を結成、街で行われているクリスマスのイベントの襲撃を開始する。
事態の収拾の為に、ゴッサム市警のジム・ゴードンはバット・シグナルを点灯、事態を察知したブルース・ウェインはバットマンとなり武装したチンピラ達を制圧し、事件は解決を迎えるのだった。そんな中、イベントに参加していた実業家マックス・シュレックは路地裏へ逃げ込んだ時にオズワルドに拉致されてしまう。
連れて行かれた先のアジトでオズワルドから自身の商品価値を高める為に、自社の不祥事をダシに協力するよう脅され、シュレックも街の発電所に細工し、原発建設計画で街の生命線を握ろうと企んでいた事もあり、利害の一致から2人は手を組むのだった。
そんな計画に気付いた内気な秘書セリーナをシュレックは口を封じるためにビルから突き落とす。猫の魔力で甦った彼女はキャットウーマンとして街に繰り出すようになる。ペンギンの企み、シュレックの野望を阻止する為に、そしてセリーナに惹かれながらキャットウーマンと争うべくバットマンは今宵も戦うのだった。

## 登場人物
ブルース・ウェイン/バットマン
街に現れるヒーロー。正体はゴッサムシティの若き大富豪。
セリーナ・カイル/キャットウーマン
マックスの秘書。マックス曰く、コーヒーを入れることだけが取柄。元々はうだつの上がらない女性だった。
オズワルド・コブルポット/ペンギン
街を恐怖に陥れようとする男。その正体はジョーカー亡き後の裏社会を跋扈するギャングのトップ。乳児であったころに奇形を疎んじた両親に捨てられた過去を持つ。
マックス・シュレック
ゴッサムシティの実業家。市民からの評価は高いものの本性は傲慢で卑劣な野心家であり、ゴッサムシティの完全掌握を目論み、オズワルドと手を組むことになる。
タッカー・コブルポット卿
オズワルドの父。物語の30年前のクリスマスに妻がオズワルドを出産するも、奇怪児であったために周囲の目も考えて捨てる事にした。
チャールズ “チップ”・シュレック
マックスの息子。

## キャスト
| 役名                              | 俳優                           | 日本語吹替                                                                       | 日本語吹替                                                          | 日本語吹替 |
| 役名                              | 俳優                           | ソフト版                                                                         | テレビ朝日版 （吹替補完版）                                         |            |
| --------------------------------- | ------------------------------ | -------------------------------------------------------------------------------- | ------------------------------------------------------------------- | ---------- |
| ブルース・ウェイン/バットマン     | マイケル・キートン             | 渡辺裕之                                                                         | 山寺宏一 （山寺宏一）                                               |            |
| セリーナ・カイル/キャットウーマン | ミシェル・ファイファー         | 田島令子                                                                         | 藤田淑子 （山像かおり）                                             |            |
| オズワルド・コブルポット/ペンギン | ダニー・デヴィート             | 樋浦勉                                                                           | 石田太郎 （菅生隆之）                                               |            |
| マックス・シュレック              | クリストファー・ウォーケン     | 小川真司                                                                         | 野沢那智 （中村秀利）                                               |            |
| アルフレッド・ペニーワース        | マイケル・ガフ                 | 松岡文雄                                                                         | 内田稔 （御友公喜）                                                 |            |
| ジェームズ・ゴードン総監          | パット・ヒングル               | 円谷文彦                                                                         | 藤本譲                                                              |            |
| ゴッサム市市長                    | マイケル・マーフィー           | 秋元羊介                                                                         | 羽佐間道夫                                                          |            |
| チャールズ “チップ”・シュレック   | アンドリュー・ブリニアースキー | 小室正幸                                                                         | 堀内賢雄                                                            |            |
| 手回しオルガン師                  | ヴィンセント・スキャヴェリ     | 小関一                                                                           | 広瀬正志                                                            |            |
| アイスプリンセス                  | クリスティ・コナウェイ         | 相沢恵子                                                                         | 井上喜久子                                                          |            |
| ジェン                            | ジャン・フックス               |                                                                                  | （大塚さと）                                                        |            |
| ピエロ                            | ブランスコム・リッチモンド     | 山野史人                                                                         |                                                                     |            |
| タッカー・コブルポット卿          | ポール・ルーベンス             |                                                                                  | 小島敏彦                                                            |            |
| コブルポット夫人                  | ダイアン・サリンジャー         |                                                                                  | 藤木聖子                                                            |            |
| 新聞の売り子                      | ショーン・ウェーレン           | 喜多川拓郎                                                                       | 鳥海勝美                                                            |            |
| ペンギンの博士                    | スチュアート・ランカスター     |                                                                                  |                                                                     |            |
| 皇帝ペンギン                      | フェリックス・シラ             |                                                                                  |                                                                     |            |
| その他                            |                                | 天田益男 桜井敏治 辻つとむ 成田剣 叶木翔子 竹田愛理 寺瀬今日子 野島昭生 幹本雄之 | 稲葉実 大川透 島香裕 辻親八 宝亀克寿 田原アルノ 定岡小百合 沢海陽子 |            |

## スタッフ
- 監督：ティム・バートン
- 音楽：ダニー・エルフマン
- 脚本：ダニエル・ウォーターズ
- 製作：デニーズ・ディ・ノヴィ&ティム・バートン
- キャラクター原案：ボブ・ケイン
- 視覚効果：ボス・フィルム、スタン・ウィンストン・スタジオ

### 日本語吹替製作
| 役職           | ソフト版                                  | テレビ朝日版 （吹替補完版）   |
| -------------- | ----------------------------------------- | ----------------------------- |
| 演出           | 松川陸                                    | 佐藤敏夫                      |
| 翻訳           | 新村一成                                  | 平田勝茂                      |
| 効果           |                                           | リレーション                  |
| 録音・調整     | 金谷和美 土屋雅紀                         |                               |
| VTR編集        | 木村千恵                                  |                               |
| プロデューサー | 小川政弘 （ワーナー・ホーム・ビデオ）     | 福吉健 (テレビ朝日)           |
| 音響制作       | 相原正之 中西真澄 （プロセンスタジオ）    |                               |
| 制作           | ワーナー・ホーム・ビデオ プロセンスタジオ | 東北新社 （ブロードメディア） |

## 作品解説
当時は珍しかったCGが導入され、オープニングタイトルの三次元的変形、コウモリや武装ペンギンの大群、バットモービルのシールドモードやバットミサイルへの変形などに活用されている。
また、ドルビーの技術を用いた初の5.1チャンネルサラウンド（ドルビーデジタル）作品である。

### 配役
本作ではキャットウーマンとペンギンのダブル悪役が採用されており、以降のシリーズのスタンダードとなった。
キャットウーマン役にはアネット・ベニングが予定されていたが、妊娠の為に降板し、代わりにミシェル・ファイファーが選ばれた。ベニングは後に『マーズ・アタック!』でティム・バートン監督作品に再び出演している。
ペンギン役にはダスティン・ホフマンやマーロン・ブランドなど数々の大物俳優たちが候補に挙がっていたが、最終的に個性派俳優のダニー・デヴィートが選ばれた。
当初の脚本ではバットマンの相棒であるロビンも登場する予定で、黒人俳優のマーロン・ウェイアンズがロビン役に決まっていた。しかし、脚本の変更などによってロビンの登場は次回作『バットマン フォーエヴァー』に持ち越されることとなった。この時点ではバートンは3作目も監督する予定であり、ウェイアンズも続投するはずだったのだが、バートンが監督を降板したことで話は流れてしまった。

### 地上波放送
（出典）
テレビ朝日初回放送当時プロデューサーだった福吉健によると、前作『バットマン』のTBSでの視聴率が芳しくなく、各局とも放送権の購入に二の足を踏んでいたという。日本語版制作の担当となった福吉は演出の佐藤敏夫に「とにかくバットマンは日本人にはそんなに爆発的に受けなかったが、知名度・認知度だけは抜群にある。この日本語版も一種のお祭りイベントとして、多少お金もかかっていいから豪華にしましょう！」と提案し、山寺宏一、石田太郎、藤田淑子、野沢那智といった豪華声優陣を多数起用した日本語吹き替え版を制作した。
ところが日本語版が完成し部内完成試写を行った際に福吉は先輩から「ミッキー（羽佐間道夫の愛称）が市長の役でこれだけしかセリフがないのに、キャスティングするなんて、贅沢すぎるだろ！勿体ない！」と怒られてしまった。ただ視聴率は目標の15％には届かなかったもののTBSの『バットマン』を凌ぐ結果となり、後に第1作も同じスタッフ・キャスト（プロデューサー：福吉健、演出：佐藤敏夫、主演：山寺宏一）で作り直されることになった。

## ゲーム
1993年2月26日に、本作を題材としたスーパーファミコン用のベルトスクロールアクションゲーム『バットマン リターンズ』がコナミから発売されている。同年にはセガからも本作を題材にしたメガドライブ専用ソフト『バットマン・リターンズ』が発売されているがこちらはベルトスクロールアクションゲームではなく、オーソドックスな横スクロールアクションゲームとなっている。